# Senecjo
Kwintus Klaudiusz Senecjo Bassus Pulcher zwany Senecjo – postać z powieści Teodora Parnickiego Twarz księżyca, syn Kwintusa Bassusa.
Ojciec Senecjona, Kwintus Klaudiusz Senecjo pojął wdowę po senatorze Bassusie, jego piątą żonę i przyjął po zmarłym imię Bassus. Senecjo, podobnie jak ojciec, otrzymał imię Kwintus, co znaczy piąty. Poślubił formalnie malutką siostrę Sykoriusza Probusa. Świadkami zawarcia ugody małżeńskiej byli trzej imperatorowie, dwóch osobiście, jeden przez pełnomocnika, jeden cezar i dwóch augustów: Konstantyn, Licyniusz (niechętnie) i brat Senecjona, Basjanus. W 312 roku, na wieść o kłopotach prawnuka, 92-letnia babka, Mitroania, wyruszyła z Afryki do Europy. Udało jej się uratować jego młode życie. Po śmierci Mitroanii Senecjo ścigany przez Konstantyna i pod przymusem, przez Licyniusza, zbiegł w przebraniu do Chorezmii pod opiekę króla Afrygusa, który już w tym czasie nie był, tak jak dawniej, życzliwy potomkom Swijaszydów, traktował ich bowiem jako potencjalnych rywali do władzy.  
Senecjo, zdaniem narratora, jako zbieg poza prawem postawiony, wyleczony zarówno z uroszczeń do wielkości, jak i marzeń o wydobyciu z wody twarzy księżyca, bez trudu schylił się, by wydobyć odpowiedź, choć nie był świadom jej znaczenia, na pytanie, które tak dręczyło Mitroanię i współdziałającego z nią Sykoriusza Probusa, czy ich działania mogły przynieść inne wyniki, czy mogło być inaczej.

## O postaci
Wedle przekazów historycznych Senecjo był wysokim urzędnikiem na dworze cesarza Licyniusza i bratem Basjana. Basjanus poślubił Anastazję, przyrodnią siostrę cesarza Konstantyna, i po jego zwycięstwie w 312 nad Makscencjuszem miał zostać ogłoszony cezarem i objąć rządy nad Italią. Projekt ten, pod wpływem Senecjona, znalazł uznanie u cesarza Wschodu Licyniusza. Do realizacji tych planów jednak z niewiadomych przyczyn nie doszło. Źródła wzajemnie sobie przeczą. Jedne mówią, o tym, że Licyniusz przeciągnął Basjana, przy pomocy Senecjona, na swoją stronę; Konstantyn odkrył spisek i kazał zgładzić zdrajcę. Inne twierdzą, że to Licyniusz nie dotrzymał umowy i zaatakował terytorium Konstantyna.

## Strategia autora
Parnicki kieruje uwagę odbiorcy w miejsce, gdzie sens postaci jeszcze się nie oswoił, nie stał się znany. Działa jakby wbrew naturalnemu procesowi, wyrywa postać z jej kontekstu. Przywraca jej możliwe motywacje, zanim te zdążyły zastygnąć w źródle historycznym. Nie tworzy typów. Każda z głównych postaci powieści ma swoją historię, którą trzeba zrekonstruować. Autor przeciwstawia się bowiem tradycji, w której postać funkcjonuje w naukowej czy popularnej historiografii.